# Riksdagen hösten 1632
Riksdagen hösten 1632 ägde rum i Stockholm.
Ständerna sammanträdde den 8 november 1632. Kungen var inte närvarande, varför denna sammankomst även benämns som utskottsmöte. Adeln valde, som vid förra riksdagen, Åke Axelsson (Natt och Dag) till lantmarskalk.
Riksdagen avslutades den 22 november 1632.